# Dorette Ardenne
Dorette Ardenne, née le 20 février 1909 à Arnac-la-Poste (Haute-Vienne) et morte le 5 novembre 2001 à Boussy-Saint-Antoine (Essonne), est une actrice française.

## Filmographie
- 1942 : Retour au bonheur de René Jayet
- 1943 : Au Bonheur des Dames d'André Cayatte : une vendeuse (non créditée)
- 1943 : Adrien de Fernandel : Gisèle Nortier
- 1947 : L'Homme de la nuit, de René Jayet : Jeannette
- 1948 : Triple enquête de Claude Orval : Gaby
- 1948 : Les Aventures des Pieds-Nickelés de Marcel Aboulker : la cabaretière
- 1949 : Du Guesclin de Bernard de Latour
- 1949 : Ma tante d'Honfleur de René Jayet : Yvonne
- 1949 : Le Dernier Quart d'heure, court métrage de René Jayet
- 1950 : Une nuit de noces de René Jayet : Claudine
- 1950 : Trois Marins dans un couvent d'Émile Couzinet : Ursule
- 1950 : Les Aventuriers de l'air de René Jayet : Odette
- 1952 : Une enfant dans la tourmente de Jean Gourguet
- 1953 : Belle Mentalité ! d'André Berthomieu : la secrétaire
- 1953 : Le Portrait de son père d'André Berthomieu : une vendeuse (non créditée)
- 1953 : Des quintuplés au pensionnat de René Jayet : Yvonne, un professeur
- 1954 : Le Congrès des belles-mères d'Émile Couzinet : Catherine Moucaille